# Suzuki FX125
Suzuki FX 125 là dòng xe thể thao bình xăng dưới yên được Suzuki phát triển và sản xuất tại Nhật Bản và Malaysia từ năm 1998.